# Theodor Wedel-Heinen
Theodor Sigismund lensgreve Wedel-Heinen (27. februar 1856 på Frederiksberg – 9. december 1926 på Middelfart Sindssygehospital) var en dansk godsejer og embedsmand, bror til Amalie Wedel-Heinen.

## Biografi
Han var søn af gehejmekonferensråd, hofchef Julius Wedel-Heinen til Elvedgård og hustru Bertha f. komtesse Petersdorff, blev student fra Haderslev Læreres Skole 1874 og cand. jur. 1881. Han blev dernæst assistent i Finansministeriets 1. revisionsdepartements 1. kontor 1883, fuldmægtig i samme departements 4. kontor 1899, ekspeditionssekretær i samme departements 2. kontor, 2. afdeling 1908 og var bestyrer af kontoret og revisor i dansk livsforsikringsaktieselskab Hafnia fra 1893. 1911 blev han kontorchef og tog afsked 1920, idet han 1919 blev besidder af Grevskabet Roepstorff og dermed lensgreve. Kun få år senere, i 1921, blev grevskabet opløst, og Wedel-Heinen fortsatte som godsejer til Einsiedelsborg, Kørup og Agernæsgård. Ved sin afgang fra statstjenesten blev han 8. marts 1920 Ridder af Dannebrog.
Han ægtede 4. november 1919 i Holmens Kirke Karen Middelboe (1. november 1878 i København – 6. maj 1956 i Vangede, begravet på Hellerup Kirkegård), datter af premierløjtnant, senere kontreadmiral og marineminister Christian Giørtz Middelboe og Hedvig Therese Lund. 
Han er begravet på Krogsbølle Kirkegård.